# Св. св. Константин и Елена (Неа Врасна)
„Св. св. Константин и Елена“ (на гръцки: Αγίων Κωνσταντίνου και Ελένης) е православна църква в курортното селище Неа Врасна, Егейска Македония, Гърция. Част е от Сярската и Нигритска епархия на Вселенската патриаршия. Църквата е енорийски храм на селото.
Църквата е завършена на 18 юни 1991 година. Осветена е на 28 май 2000 година от митрополит Максим Серски и Нигритски.